# Ахмедов, Тимур Халимович
Тимур Халимович Ахмедов (20 ноября 1931 — 5 октября 2002) — советский и казахский учёный-гидротехник, доктор технических наук (1976), профессор (1983), Заслуженный деятель науки Казахской ССР (1988).

## Биография
Родился 20 ноября 1931 года в городе Джамбуле (ныне Тараз).
Окончил Московский энергетический институт (1956).
В 1956—1957 годах — горный мастер, старший прораб Управления строительства Алматинской ГЭС. С 1957 года — аспирант, научный сотрудник, заведующий лабораторией в Казахском научно-исследовательском институте энергетики. Основные научные труды посвящены проблемам исследования водной техники, гидравлики электрической станций и противоселевых плотин.
Защитил докторскую диссертацию по теме «Местный размыв скального русла».
Награждён премией Совета Министров СССР (1985) и медалями.

## Сочинения
- Размыв скального русла, А-А., Наука, 1982;
- Численный расчет движения гидросмеси в цилиндрическом гидроциклоне, А.-А., Наука, 1986 (соавт. Б. А. Бельгибаев);
- Водосбросы противоселевых плотин, А.-А., Наука, 1989 (соавт. А. И. Квасов, Д. К. Джартаева).